# آذرخش (پدافند)

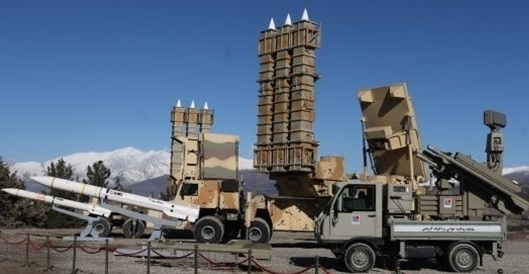
سامانه پدافند هوایی ارتفاع پست آذرخش و سامانه ضدبالستیک آرمان

سامانه پدافند هوایی ارتفاع پست آذرخش سامانه پدافند هوایی بردِ کوتاه ساخت جمهوری اسلامی ایران است که دارای قابلیت های مختلفِ جنگی می‌باشد، از جمله: «امکان نصب بر روی انواع خودروها» و «به اجرا در آوردنِ عملیاتها در شبانه‌روز» و «با استفاده از سامانه راداری پیشرفته ۳بعدی و سرچ اپتیکی و سیکرهای پیشرفته که دارای چابکیِ بسیار معتنابهی هستند». این سامانه پدافندی همانند «سامانه شهید مجید» قادر است اهداف مد نظررا در مدت زمان بسیار کوتاهی منهدم نماید.
از دیگرخصیصه های این سامانه، قابلیت بکارگیری در سکوهای ثابت و متحرک می باشد. برد عملیاتی تشخیص راداری آذرخش ۵۰ کیلومتر و برد عملیاتی آشکارساز نوری این سامانه پدافند هوایی ۲۵ کیلومتر است. به گفته مسعود زواره ای دستیار سازمان صنایع دفاع جمهوری اسلامی ایران: این سامانه ایرانی قابلیت عملکرد در شرایط جوی گوناگون و محیطی در شبانه روز، امکان اتصال به شبکه پدافند هوایی و قدرت منهدم نمودن انواع اهداف هوایی همانند بالگردها و انواع مختلف پهپادها را دارا می باشد و برمبنای تهدیدات احتمالی طراحی گردیده است.
این سامانه ایرانی تلار(رادار برروی خود پرتاب‌گر) از سیستم‌های الکترواپتیکال تلوزیونی و تصویرساز فروسرخ برای کشف و شناسایی استفاده می نماید. این سامانه همچنین از رادار کشف 360 درجه نیز بکار میگیرد که به منظور کشف اهداف مدنظر در بردهای فراتر از افق دید سامانه‌های الکترواپتیکال بکار گرفته می شود و خدمه را پیش از ورود اهداف مدنظر به محدوده درگیری موشک از جنبه های جهت، سرعت و فاصله آن اهداف آگاه می‌سازد. علاوه بر این، این سامانه از 4تیر موشک‌ آذرخش (یعنی سایدوایندر ایرانی) به همراه کاونده حرارتی به منظور درگیر شدن با هدف های پست استفاده می‌نماید.